# ای‌اف‌سی کاپ ۲۰۰۹
ای‌اف‌سی کاپ ۲۰۰۹ ششمین دوره ای‌اف‌سی کاپ بود که توسط باشگاه‌هایی از کشورهای عضو کنفدراسیون فوتبال آسیا برگزار می‌شد.
با توجه به اینکه کنفدراسیون فوتبال آسیا فرمت لیگ قهرمانان آسیا را بررسی کرده و تغییرات قابل توجهی در نحوه برگزاری این رقابت‌ها ایجاد کرده است، تیم‌های راه یافته به ای‌اف‌سی کاپ نیز در مقایسه با دوره‌های قبلی از کشورهای متفاوتی هستند.

## تخصیص سهمیه‌ها به ازای هر انجمن
در مجموع ۳۲ باشگاه در ای‌اف‌سی کاپ ۲۰۰۹ شرکت کردند. در زیر طرح نحوه صلاحیت برای ای‌اف‌سی کاپ آمده است.
- ۲ تیم از هر یک از انجمن‌های زیر واجد شرایط بودند:
  -  هنگ کنگ
  -  عراق
  -  اردن
  -  کویت
  -  لبنان
  -  مالزی
  -  مالدیو
  -  عمان
  -  سوریه
  -  یمن
- ۱ تیم از هر یک از انجمن‌های زیر واجد شرایط بود:
  -  بحرین
  -  هند
  -  سنگاپور
  -  تایلند
  -  ازبکستان
  -  ویتنام
- ۳ تیمی که معیارهای لازم برای شرکت در مرحله مقدماتی لیگ قهرمانان آسیا ۲۰۰۹ را نداشتند (بنابراین هر فدراسیون یک تیم دیگر برای حضور داشت):
  -  بحرین
  -  لبنان
  -  ویتنام
- ۳ تیم بازنده از مرحله مقدماتی لیگ قهرمانان آسیا ۲۰۰۹

## تیم‌ها
تیم‌های زیر وارد مسابقات شدند.
| غرب آسیا       | غرب آسیا                                                                           |
| تیم            | نحوه صلاحیت                                                                        |
| -------------- | ---------------------------------------------------------------------------------- |
| المحرق۱        | قهرمان ای‌اف‌سی کاپ ۲۰۰۸ قهرمان لیگ برتر بحرین ۰۸–۲۰۰۷ قهرمان جام پادشاهی بحرین ۲۰۰۸ |
| البسیتین       | نایب قهرمان لیگ برتر بحرین ۰۸–۲۰۰۷                                                 |
| موهون باگان    | قهرمان جام فدراسیون هند ۲۰۰۸                                                       |
| اربیل          | قهرمان لیگ برتر عراق ۰۸–۲۰۰۷                                                       |
| الزورا         | نایب قهرمان لیگ برتر عراق ۰۸–۲۰۰۷                                                  |
| الوحدات        | قهرمان لیگ اردن ۰۸–۲۰۰۷                                                            |
| الفیصلی        | قهرمان جام حذفی اردن ۰۸–۲۰۰۷                                                       |
| الکویت         | قهرمان لیگ برتر کویت ۰۸–۲۰۰۷                                                       |
| العربی         | قهرمان جام امیر کویت ۲۰۰۸                                                          |
| صفا۱           | نایب قهرمان ای‌اف‌سی کاپ ۲۰۰۸                                                        |
| العهد          | قهرمان لیگ برتر لبنان ۰۸–۲۰۰۷                                                      |
| المبره         | قهرمان جام حذفی لبنان ۰۸–۲۰۰۷                                                      |
| العروبه        | قهرمان لیگ عمان ۰۸–۲۰۰۷                                                            |
| السویق         | قهرمان جام سلطان قابوس ۲۰۰۸                                                        |
| الکرامه        | قهرمان لیگ برتر سوریه ۰۸–۲۰۰۷ قهرمان جام حذفی سوریه ۰۸–۲۰۰۷                        |
| المجد          | نایب قهرمان لیگ برتر سوریه ۰۸–۲۰۰۷                                                 |
| نفتچی فرغانه   | رتبه سوم لیگ ازبکستان ۲۰۰۸                                                         |
| الهلال الساحلی | قهرمان لیگ یمن ۰۸–۲۰۰۷                                                             |
| التلال         | قهرمان جام رئیس دولت یمن ۲۰۰۷                                                      |
| دمپو           | بازنده مرحله مقدماتی لیگ قهرمانان آسیا ۲۰۰۹                                        |

| شرق آسیا     | شرق آسیا                                                 |
| تیم          | نحوه صلاحیت                                              |
| ------------ | -------------------------------------------------------- |
| چین جنوبی    | قهرمان لیگ دسته اول هنگ کنگ ۰۸–۲۰۰۷                      |
| ایسترن       | قهرمان چلنج شیلد هنگ کنگ ۰۸–۲۰۰۷                         |
| کداح         | قهرمان سوپر لیگ مالزی ۰۸–۲۰۰۷ قهرمان جام حذفی مالزی ۲۰۰۸ |
| جوهر         | رتبه سوم سوپر لیگ مالزی ۰۸–۲۰۰۷                          |
| کلاب والنسیا | قهرمان لیگ دیوهی ۲۰۰۸                                    |
| وی‌بی اسپورتس | قهرمان جام حذفی مالدیو ۲۰۰۸                              |
| هوم یونایتد  | رتبه سوم اس‌لیگ ۲۰۰۸                                      |
| چونبوری      | نایب قهرمان لیگ برتر تایلند ۲۰۰۸                         |
| بین دونگ۱    | قهرمان وی‌لیگ ۲۰۰۸                                        |
| هانوی        | قهرمان جام حذفی ویتنام ۰۸–۲۰۰۷                           |
| مدان         | بازنده مرحله مقدماتی لیگ قهرمانان آسیا ۲۰۰۹              |
| پیا          | بازنده مرحله مقدماتی لیگ قهرمانان آسیا ۲۰۰۹              |

۱ این باشگاه‌ها به لیگ قهرمانان آسیا ۲۰۰۹ راه یافته بودند، اما به دلیل عدم رعایت معیارهای ای‌اف‌سی از این مسابقات حذف شدند.

## برنامه
| تاریخ     | رویداد                  |
| --------- | ----------------------- |
| ۱۲ ژانویه | قرعه‌کشی مرحله گروهی     |
| ۱۰ مارس   | هفته ۱ مرحله گروهی      |
| ۱۷ مارس   | هفته ۲ مرحله گروهی      |
| ۷ آوریل   | هفته ۳ مرحله گروهی      |
| ۲۱ آوریل  | هفته ۴ مرحله گروهی      |
| ۵ مه      | هفته ۵ مرحله گروهی      |
| ۱۹ مه     | هفته ۶ مرحله گروهی      |
| ۲۶ مه     | یک‌هشتم نهایی، منطقه غرب |

| تاریخ      | رویداد                    |
| ---------- | ------------------------- |
| ۲۳ ژوئن    | یک‌هشتم نهایی، منطقه شرق   |
| ۲۹ ژوئن    | قرعه‌کشی مراحل باقی مانده  |
| ۱۵ سپتامبر | یک‌چهارم نهایی، بازی رفت   |
| ۳۰ سپتامبر | یک‌چهارم نهایی، بازی برگشت |
| ۱۵ اکتبر   | نیمه نهایی، بازی رفت      |
| ۲۱ اکتبر   | نیمه نهایی، بازی برگشت    |
| ۳ نوامبر   | فینال                     |

## مرحله گروهی
قرعه‌کشی مرحله گروهی در ۱۲ ژانویه ۲۰۰۹ در کوالا لامپور، مالزی برگزار شد.
هر باشگاه به صورت رفت و برگشت در مقابل سه تیم دیگر گروه، در مجموع ۶ بازی، بازی می‌کند. باشگاه‌ها برای برد ۳ امتیاز، برای تساوی ۱ امتیاز و برای باخت ۰ امتیاز دریافت می‌کنند. باشگاه‌ها بر اساس امتیاز رتبه‌بندی می‌شوند و معیارهای تساوی‌شکن به ترتیب زیر است:
- بیشترین تعداد امتیاز کسب شده در مسابقات گروهی بین تیم‌های مربوطه؛
- تفاضل گل حاصل از مسابقات گروهی بین تیم‌های مربوطه؛ (گل‌های خارج از خانه اعمال نمی‌شود)
- بیشترین تعداد گل زده شده در مسابقات گروهی بین تیم‌های مربوطه؛ (گل‌های خارج از خانه اعمال نمی‌شود)
- تفاضل گل در تمام مسابقات گروهی؛
- بیشترین تعداد گل زده شده در تمام مسابقات گروهی؛
- اگر فقط دو تیم درگیر باشند و هر دو در زمین بازی باشند، ضربات پنالتی زده می‌شود؛
- امتیاز کمتر بر اساس تعداد کارت‌های زرد و قرمز دریافت شده در مسابقات گروهی محاسبه می‌شود؛ (۱ امتیاز برای هر کارت زرد، ۳ امتیاز برای هر کارت قرمز در نتیجه دو کارت زرد، ۳ امتیاز برای هر کارت قرمز مستقیم، ۴ امتیاز برای هر کارت زرد و به دنبال آن یک کارت قرمز مستقیم)
- قرعه‌کشی.

تیم‌های اول و دوم هر گروه به دور بعدی راه پیدا می‌کنند.

### گروه A
| تیم          | بازی | برد | مساوی | باخت | گل زده | گل خورده | گل تفاضل | امتیاز |  | BUS | NEF | AHD | TIL |
| ------------ | ---- | --- | ----- | ---- | ------ | -------- | -------- | ------ |  | --- | --- | --- | --- |
| البسیتین     | ۶    | ۳   | ۳     | ۰    | ۱۴     | ۷        | ۷+       | ۱۲     |  | —   | 2–2 | 4–2 | 3–0 |
| نفتچی فرغانه | ۶    | ۳   | ۲     | ۱    | ۱۲     | ۹        | ۳+       | ۱۱     |  | 1–1 | —   | 2–1 | 1–0 |
| العهد        | ۶    | ۲   | ۱     | ۳    | ۱۳     | ۱۰       | ۳+       | ۷      |  | 1–1 | 5–1 | —   | 3–0 |
| التلال       | ۶    | ۱   | ۰     | ۵    | ۳      | ۱۶       | ۱۳−      | ۳      |  | 1–3 | 0–5 | 2–1 | —   |

### گروه B
| تیم            | بازی | برد | مساوی | باخت | گل زده | گل خورده | گل تفاضل | امتیاز |  | ZAW | SAF | HIL | SUW |
| -------------- | ---- | --- | ----- | ---- | ------ | -------- | -------- | ------ |  | --- | --- | --- | --- |
| الزورا         | ۶    | ۴   | ۱     | ۱    | ۸      | ۳        | ۵+       | ۱۳     |  | —   | 2–1 | 2–0 | 2–0 |
| صفا            | ۶    | ۴   | ۰     | ۲    | ۵      | ۳        | ۲+       | ۱۲     |  | 1–0 | —   | 0–1 | 1–0 |
| الهلال الساحلی | ۶    | ۲   | ۱     | ۳    | ۵      | ۷        | ۲−       | ۷      |  | 1–1 | 0–1 | —   | 2–0 |
| السویق         | ۶    | ۱   | ۰     | ۵    | ۳      | ۸        | ۵−       | ۳      |  | 0–1 | 0–1 | 3–1 | —   |

### گروه C
| تیم     | بازی | برد | مساوی | باخت | گل زده | گل خورده | گل تفاضل | امتیاز |  | ARB | ARL | ORU | MAB |
| ------- | ---- | --- | ----- | ---- | ------ | -------- | -------- | ------ |  | --- | --- | --- | --- |
| العربی  | ۶    | ۳   | ۲     | ۱    | ۱۱     | ۶        | ۵+       | ۱۱     |  | —   | 2–0 | 2–0 | 4–2 |
| اربیل   | ۶    | ۲   | ۲     | ۲    | ۸      | ۷        | ۱+       | ۸      |  | 1–1 | —   | 3–0 | 3–2 |
| العروبه | ۶    | ۲   | ۲     | ۲    | ۶      | ۷        | ۱−       | ۸      |  | 1–1 | 1–1 | —   | 3–0 |
| المبره  | ۶    | ۲   | ۰     | ۴    | ۷      | ۱۲       | ۵−       | ۶      |  | 2–1 | 1–0 | 0–1 | —   |

### گروه D
| تیم         | بازی | برد | مساوی | باخت | گل زده | گل خورده | گل تفاضل | امتیاز |  | KUW | KAR | WAH | MOH |
| ----------- | ---- | --- | ----- | ---- | ------ | -------- | -------- | ------ |  | --- | --- | --- | --- |
| الکویت      | ۶    | ۴   | ۱     | ۱    | ۱۲     | ۴        | ۸+       | ۱۳     |  | —   | 2–1 | 1–0 | 6–0 |
| الکرامه     | ۶    | ۴   | ۰     | ۲    | ۱۲     | ۷        | ۵+       | ۱۲     |  | 2–1 | —   | 3–1 | 1–0 |
| الوحدات     | ۶    | ۳   | ۱     | ۲    | ۱۲     | ۷        | ۵+       | ۱۰     |  | 1–1 | 3–1 | —   | 5–0 |
| موهون باگان | ۶    | ۰   | ۰     | ۶    | ۱      | ۱۹       | ۱۸−      | ۰      |  | 0–1 | 0–4 | 1–2 | —   |

### گروه E
| تیم     | بازی | برد | مساوی | باخت | گل زده | گل خورده | گل تفاضل | امتیاز |  | MAJ | DEM | MHQ | FAI |
| ------- | ---- | --- | ----- | ---- | ------ | -------- | -------- | ------ |  | --- | --- | --- | --- |
| المجد   | ۶    | ۴   | ۱     | ۱    | ۱۲     | ۹        | ۳+       | ۱۳     |  | —   | 2–1 | 1–1 | 4–3 |
| دمپو    | ۶    | ۳   | ۱     | ۲    | ۱۰     | ۸        | ۲+       | ۱۰     |  | 1–0 | —   | 0–1 | 3–1 |
| المحرق  | ۶    | ۱   | ۳     | ۲    | ۷      | ۸        | ۱−       | ۶      |  | 2–3 | 1–1 | —   | 0–0 |
| الفیصلی | ۶    | ۱   | ۱     | ۴    | ۱۱     | ۱۵       | ۴−       | ۴      |  | 1–2 | 3–4 | 3–2 | —   |

### گروه F
| تیم          | بازی | برد | مساوی | باخت | گل زده | گل خورده | گل تفاضل | امتیاز |  | SC  | MED | VB  | JFC |
| ------------ | ---- | --- | ----- | ---- | ------ | -------- | -------- | ------ |  | --- | --- | --- | --- |
| چین جنوبی    | ۶    | ۵   | ۱     | ۰    | ۱۵     | ۵        | ۱۰+      | ۱۶     |  | —   | 3–0 | 2–1 | 2–0 |
| مدان         | ۶    | ۴   | ۱     | ۱    | ۹      | ۷        | ۲+       | ۱۳     |  | 2–2 | —   | 1–0 | 3–1 |
| وی‌بی اسپورتس | ۶    | ۱   | ۱     | ۴    | ۵      | ۷        | ۲−       | ۴      |  | 1–2 | 1–2 | —   | 2–0 |
| جوهر         | ۶    | ۰   | ۱     | ۵    | ۲      | ۱۲       | ۱۰−      | ۱      |  | 1–4 | 0–1 | 0–0 | —   |

### گروه G
| تیم     | بازی | برد | مساوی | باخت | گل زده | گل خورده | گل تفاضل | امتیاز |  | CHO | KED | EAS | HAN |
| ------- | ---- | --- | ----- | ---- | ------ | -------- | -------- | ------ |  | --- | --- | --- | --- |
| چونبوری | ۶    | ۵   | ۰     | ۱    | ۱۷     | ۴        | ۱۳+      | ۱۵     |  | —   | 3–1 | 4–1 | 6–0 |
| کداح    | ۶    | ۲   | ۱     | ۳    | ۱۴     | ۱۰       | ۴+       | ۷      |  | 0–1 | —   | 2–0 | 7–0 |
| ایسترن  | ۶    | ۲   | ۱     | ۳    | ۹      | ۱۳       | ۴−       | ۷      |  | 2–1 | 3–3 | —   | 3–0 |
| هانوی   | ۶    | ۲   | ۰     | ۴    | ۶      | ۱۹       | ۱۳−      | ۶      |  | 0–2 | 3–1 | 3–0 | —   |

### گروه H
| تیم          | بازی | برد | مساوی | باخت | گل زده | گل خورده | گل تفاضل | امتیاز |  | BD  | HU  | PEA | VAL |
| ------------ | ---- | --- | ----- | ---- | ------ | -------- | -------- | ------ |  | --- | --- | --- | --- |
| بین دونگ     | ۶    | ۴   | ۱     | ۱    | ۱۵     | ۴        | ۱۱+      | ۱۳     |  | —   | 2–0 | 1–1 | 3–0 |
| هوم یونایتد  | ۶    | ۴   | ۰     | ۲    | ۱۲     | ۷        | ۵+       | ۱۲     |  | 2–1 | —   | 3–1 | 5–1 |
| پیا          | ۶    | ۳   | ۱     | ۲    | ۱۲     | ۱۰       | ۲+       | ۱۰     |  | 1–3 | 2–1 | —   | 4–1 |
| کلاب والنسیا | ۶    | ۰   | ۰     | ۶    | ۳      | ۲۱       | ۱۸−      | ۰      |  | 0–5 | 0–1 | 1–3 | —   |

## مرحله حذفی

### یک‌هشتم نهایی
قرعه‌کشی مرحله یک‌هشتم نهایی ای‌اف‌سی کاپ ۲۰۰۹ در ۱۲ ژانویه ۲۰۰۹ به همراه قرعه‌کشی مرحله گروهی برگزار شد. مسابقات غرب آسیا در ۲۶ مه و مسابقات شرق آسیا در ۲۳ ژوئن برگزار شد.
| تیم ۱     | نتیجه              | تیم ۲        |
| غرب آسیا  | غرب آسیا           | غرب آسیا     |
| --------- | ------------------ | ------------ |
| البسیتین  | ۱–۲ (و.ا.)         | الکرامه      |
| الزورا    | ۱–۳                | اربیل        |
| العربی    | ۲–۱ (و.ا.)         | صفا          |
| الکویت    | ۳–۱                | دمپو         |
| المجد     | ۰–۰ (و.ا.) (۱–۳ پ) | نفتچی فرغانه |
| شرق آسیا  |                    |              |
| چین جنوبی | ۴–۰                | هوم یونایتد  |
| چونبوری   | ۴–۰                | مدان         |
| بین دونگ  | ۸–۲                | کداح         |

### یک‌چهارم نهایی
قرعه‌کشی مرحله یک‌چهارم نهایی و سایر مراحل حذفی در تاریخ ۲۹ ژوئن ۲۰۰۹ از ساعت ۱۹:۳۰ در کوالا لامپور، مالزی برگزار شد. بازی‌های رفت در ۱۵ سپتامبر و بازی‌های برگشت در ۳۰ سپتامبر برگزار شدند.
| تیم ۱        | نتیجه‌نهایی  | تیم ۲     | بازی رفت | بازی برگشت |
| ------------ | ----------- | --------- | -------- | ---------- |
| الکویت       | ۲–۱         | اربیل     | ۱–۱      | ۱–۰        |
| نفتچی فرغانه | ۵–۵ (گ.ز.)  | چین جنوبی | ۵–۴      | ۰–۱        |
| چونبوری      | ۲–۴         | بین دونگ  | ۲–۲      | ۰–۲        |
| الکرامه      | ۰–۰ (۵–۴ پ) | العربی    | ۰–۰      | ۰–۰ (و.ا.) |

### نیمه نهایی
| تیم ۱    | نتیجه‌نهایی | تیم ۲     | بازی رفت | بازی برگشت |
| -------- | ---------- | --------- | -------- | ---------- |
| الکویت   | ۳–۱        | چین جنوبی | ۲–۱      | ۱–۰        |
| بین دونگ | ۲–۴        | الکرامه   | ۲–۱      | ۰–۳        |

### فینال
فینال ای‌اف‌سی کاپ ۲۰۰۹ در تاریخ ۳ نوامبر در زمین خانگی تیم الکویت برگزار شد.
| الکویت | ۲–۱ | الکرامه |
| ------ | --- | ------- |
|        |     |         |

## قهرمان
| قهرمان ای‌اف‌سی کاپ ۲۰۰۹ |
| ---------------------- |
| الکویت                 |
| اولین قهرمانی          |